# تورپاق‌کورپو
تورپاق‌کورپو (به لاتین: Torpaqkörpü) یک منطقه مسکونی در جمهوری آذربایجان است که در شهرستان قوسار واقع شده است. این روستا ۲۴۷ نفر جمعیت دارد.